# Old Fashioned Radio
Old Fashioned Radio — українська інтернет-радіостанція, великий мультимедійний проект, заснований у 2016 році в Києві.
Засновник — колекціонер та фундатор художньої галереї Vozdvizhenka Arts House Віктор Савків. Радіо мовить українською, російською та у окремих випадках англійською мовою. Трансляції відбуваються цілодобово на ofr.fm [Архівовано 30 липня 2019 у Wayback Machine.].

## Історія створення
Ідея створення Old Fashioned Radio [Архівовано 30 липня 2019 у Wayback Machine.] належить бізнесмену та співвласнику групи компаній «ТІС [Архівовано 12 листопада 2019 у Wayback Machine.]» Віктору Савківу. Спочатку радіостанція була логічним продовженням офлайн-заходів галереї Vozdvizhenka Arts House [Архівовано 24 серпня 2019 у Wayback Machine.] та Old Fashioned Bar, дискусій з експертами та відвідувачами. Члени команди галереї та бару стали першими ведучими та співробітниками радіостанції, а провідними темами програм зробили сучасне мистецтво, алкоголь та джаз, який зазвичай лунав у барі.
Згодом ідея не тільки відтворювати контент, який є, а й створювати його самостійно, посприяла появі 32 Jazz Club [Архівовано 14 вересня 2019 у Wayback Machine.], як невід’ємної складової радіостанції та розвіртуалізації проектів.
На сцені клубу грають українські та зарубіжні джазові виконавці, проходять джеми і тематичні зустрічі. Ці зусилля спрямовані на те, щоб розширити звичне сприйняття джазу у слухачів.
Перший ефір радіо відбувся у травні 2016 року, а офіційний запуск — восени
15 лютого 2017 року відбувся запуск каналу ZEMLYA, що присвячений сучасній українській музиці без жодних мовних або стилістичних обмежень. Зокрема, на ньому можна почути музику молодих талановитих колективів або маловідомі композиції вже знаних українських виконавців.

## Формат
У Old Fashioned Radio 4 музичні канали
JAZZ & BLUES – музичний потік для справжніх поціновувачів джазу і блюзу різних часів, від світової класики до сучасних українських джазових виконавців. В ефірі лунають професійні авторські програми про музику, інтерв’ю з музикантами і відбуваються прямі трансляції зі студії і 32JazzClub.
FUNK & SOUL – тільки фанк, соул і нічого зайвого. Короткі освітні програми про історію українського та світового фанку російською та англійською мовами.
ROCK – музична база блюз-року кінця 60-х – початку 70-х років.
ZEMLYA – нова українська музика без мовних і стилістичних обмежень. В ефірі: інтерв’ю з музикантами, живі концерти, релізи, а також розмовні шоу про українське життя і культурні процеси.

## Програми
Jazz train from Ukraine
Програма з Олексієм Коганом про те, чим живе український джаз за часів незалежності.
Плейлист Олексія Когана
Щотижня джазмен Олексій Коган створює для слухачів Old Fashioned Radio новий плейлист із улюбленими композиціями.
MuzOn
Програма про авторську імпровізаційну музику в Україні з Ігорем Закусом.
Сцена
Редактор, журналіст та фронтмен гурту «Хамерман знищує віруси» Альберт Цукренко запрошує до спілкування колег по сцені.
Гонзо-ефір
Літературний критик Євген Стасіневич та головний редактор bit.ua Таня Кисельчук обговорюють культурні новини минулого тижня.
Еволюція або смерть
Шоу художника Івана Семесюка — про молодих та сміливих українців різних професій, котрі щодня змінюють наш світ.
Трансатлантик
Іван Семесюк розповідає про маловідомі у нас, різні, але дуже споріднені музичні традиції. Про ірландський та північно-американський фолк, про кантрі й блюграс, музику Аппалачі та похідні від них музичні напрямки. А також келтику в найширшому смислі цього слова.
Дельта Міссісіпі
Нові альбоми блюзових музикантів та перевірений блюз від класиків — у розповідях та плейлистах Артура Ямпольського, учасника проекту Jazz in Kiev та музичного редактора Old Fashioned Radio.
Music from Big Pink
Артур Ямпольський робить огляд рок-альбомів, яким у 2018 році виповнюється 50 років.

## Цікаві факти
До відкриття офісу трансляції Old Fashioned Radio відбувались безпосередньо з бару. В перших подкастах, які і зараз доступні на сайті ofr.fm можна почути, як працює кавова машина та заходять відвідувачі до закладу.